# Pișceane, Pokrovske
Pișceane (în ucraineană Піщане) este un sat în comuna Andriivka din raionul Pokrovske, regiunea Dnipropetrovsk, Ucraina.

## Demografie
Componența lingvistică a localității Pișceane
     Ucraineană (100%)
Conform recensământului din 2001, toată populația localității Pișceane era vorbitoare de ucraineană (100%).